# Estação Exchange Place (PATH)
Exchange Place é uma estação do sistema da Port Authority Trans-Hudson no bairro de Paulus Hook em Jersey City, Nova Jérsei. A estação é servida pelos serviços Newark–World Trade Center e Hoboken–World Trade Center.
A estação foi aberta em 19 de julho de 1909 como parte da Hudson and Manhattan Railroad, entre o antigo terminal da Pennsylvania Railroad em Exchange Place e o Hudson Terminal. A estação foi reconstruída em 1989. Foi inundada após os ataques de 11 de setembro e ficou fechada até 29 de junho de 2003, quando se tornou um terminal temporário até a reabertura da estação World Trade Center em 23 de novembro do mesmo ano.

## História
A estação foi aberta em 19 de julho de 1909, a oeste dos túneis de Downtown Hudson, e adjacente à estação da PRR. A reconstrução da estação foi concluída em 1989.
Um descarrilamento que aconteceu na estação em 26 de abril de 1942 resultou em cinco mortes e 200 feridos. O condutor do trem, Louis Vierbucken, foi indiciado por homicídio culposo, já que ele estava sob a influência de liquor. Registros legais recontam que ele "continuou a acelerar, ignorando alertas e curvas" causando assim o descarrilamento.

### Dias atuais

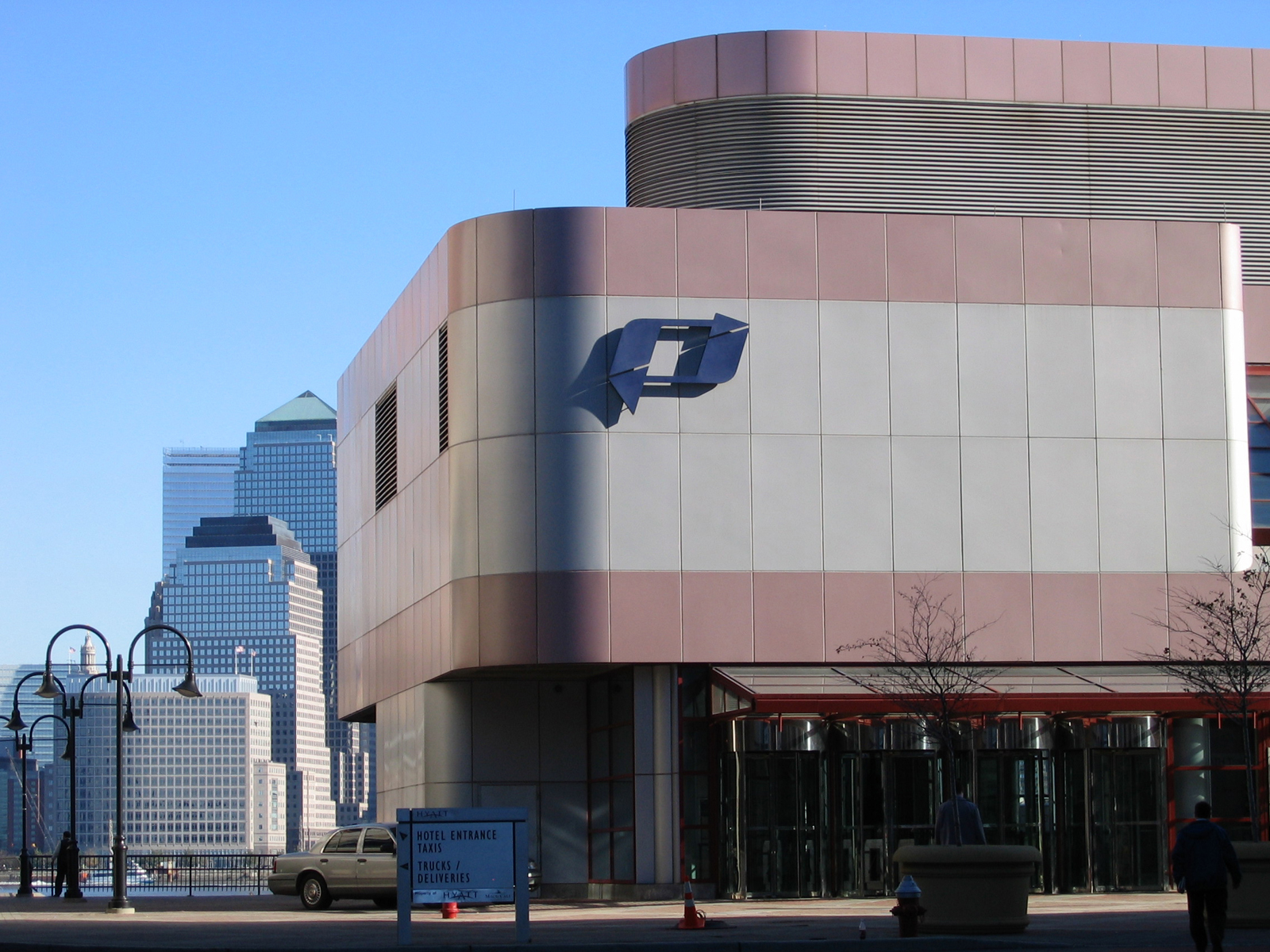
Exterior da estação

A estação Exchange Place foi fechada como resultado dos ataques de 11 de setembro de 2001, devido a danos por infiltrações de água. Antes dos ataques, a estação servia 16 000 passageiros por dia. A estação World Trade Center também era crucial, já que incluía um retorno que permitia que trens voltassem pela direção contrária. Novos trilhos foram instalados a um custo de 160 milhões de dólares, que incluíam um intertravamento que permitia que os trens trocassem de linha férrea, possibilitando a operação da estação Exchange Place como o terminal da linha. Enquanto a estação esteve fechada, suas plataformas foram expandidas para que pudessem acomodar trens de 10 vagões. Em 29 de junho de 2003, a estação Exchange Place foi reaberta, restaurando o serviço para Newark, Hoboken e 33rd Street. Em 23 de novembro do mesmo ano, a estação World Trade Center foi reaberta.
Em fevereiro de 2006, a Agência de Segurança nos Transportes estabeleceu um projeto pioneiro para testagem de segurança a nível de aeroporto na estação.
Em 2012, a estação foi inundada por 49 000 m3 de água salgada proveniente do rio Hudson, que estava em cheia como resultado do furacão Sandy. A PANYNJ posteriormente anunciou um projeto de resiliência no qual planejava substituir o vidro que envolvia as portas e janelas ao redor das catracas com muros de concreto de 2,1 metros de altura e vidro de aquário com vários centímetros de espessura. O projeto incluía também a instalação de duas cortinas de Kevlar.
Em junho de 2019, a Autoridade Portuária apresentou o Plano de Melhoria da PATH. Como parte do plano, dois novos corredores serão adicionados à estação Exchange Place. A conclusão da construção deles é esperada para 2022.

## Leiaute da estação
| G                     | Nível da rua              | Saídas/entradas, ônibus, VLT                                                                |
| M                     | Mezanino                  | Catracas                                                                                    |
| P Nível da plataforma | Ao oeste                  | ← NWK–WTC para Newark (Grove Street) ← HOB–WTC para Hoboken (Newport)                       |
| P Nível da plataforma | Plataforma lateral        |                                                                                             |
| P Nível da plataforma | Corredor de transferência |                                                                                             |
| P Nível da plataforma | Plataforma lateral        |                                                                                             |
| P Nível da plataforma | Ao leste                  | → NWK–WTC para World Trade Center (término) → → HOB–WTC para World Trade Center (término) → |

A estação tem duas galerias, cada uma com uma plataforma lateral e uma linha férrea para trens em cada direção.
De janeiro de 2019 até junho de 2020, a rota Newark–World Trade Center usou a estação Exchange Place como seu terminal em todos os finais de semana, com exceção de feriados, para que reparos relacionados com o furacão Sandy pudessem ocorrer. Os consertos eram inicialmente esperados para durarem até o fim de 2020, mas foram concluídos em junho de 2020, seis meses à frente do cronograma.